# Macromeria
- Commons
- Wikispecies

Macromeria é um gênero de plantas pertencente à família Boraginaceae.
Seu nome alternativo é tombeta gigante. Trata-se de uma planta folhas pilosas e vários caules, que formam uma moita. Suas flores tem forma de trompete com grandes bobinas nas extremidades dos ramos superiores. Folhas: 2-5 "(5-12,5 cm) de comprimento, largamente lanceoladas, a maior base perto, progressivamente menores para cima. Altura: Para 3 '(90 cm).

## Habitat
Seu habitat são morros e vales de florestas de pinus, com altas e médias altitudes.